# 大阪府立東大阪支援学校
大阪府立東大阪支援学校（おおさかふりつ ひがしおおさかしえんがっこう）は、大阪府東大阪市中石切町三丁目にある特別支援学校。肢体不自由のある児童・生徒を主な対象とした支援教育を行なっている。

## 設置学部
- 小学部
- 中学部
- 高等部
  - 普通課程（肢体不自由）
  - 生活課程（知的障害）

## 沿革
- 1976年4月1日 - 肢体不自由児の養護学校「大阪府立東大阪養護学校」として開校[1]
- 1983年3月31日 - 体育館完成
- 同年4月1日 - 高等部に生活課程（知的障害児対象）を設置[1]
- 1991年3月29日 - 作業棟完成
- 1996年6月24日 - プール完成
- 2008年4月1日 - 大阪府立東大阪支援学校へ校名変更[1]
- 2015年4月1日 - 高等部生活課程の通学区域を再編。

## 通学区域
小学部・中学部、および高等部普通課程（肢体不自由児支援教育）
- 大東市
- 東大阪市
- 八尾市（近鉄大阪線・信貴線・西信貴ケーブル以北）

高等部生活課程（知的障害児支援教育）
東大阪市の一部